# گروه لومونوسوف
گروه لومونوسوف (انگلیسی: Lomonosov Group) یک گروه کوه آتشفشانی در جزایر کوریل کشور روسیه است.